# Пордим (община)
Пордим (болг. Община Пордим) — община в Болгарии. Входит в состав Плевенской области. Население составляет 7117 человек (на 21.07.05 г.).

## Состав общины
В состав общины входят следующие населённые пункты:
1. Борислав
2. Вылчитрын
3. Згалево
4. Каменец
5. Катерица
6. Одырне
7. Пордим
8. Тотлебен